# مولودی
مولودی، قطعه‌ای ادبی به نثر یا نظم است که محتوایی شاد داشته و درباره اهل بیت می‌باشد. مولودی در ایام شادی مذهبی توسط مداحان اجرا می‌شود.

## ایام شادی مذهبی دراسلام
- نیمه شعبان
- ۱۳ رجب
- ولادت پیامبر
- بعثت پیامبر
- ولادت اهل بیت
- عید غدیر
- عید فطر
- عید قربان
- امامت امام زمان